# John Pawson
John Pawson (Halifax, Inglaterra, 6 de mayo de 1949) es un arquitecto británico.

## Biografía
Pawson nació en Halifax, Yorkshire, siendo el más pequeño de cinco hijos. Procedente de una familia adinerada, estudió en el colegio Ethon. Después de pasar un tiempo trabajando en el negocio textil de la familia, cuando tenía alrededor de 20 años, se trasladó a Japón. El último año de su estancia en tierras niponas, se mudó a Tokio, donde visitó el estudio de arquitectura y diseño del japonés Shiro Kuramata. A su regreso a Inglaterra se matriculó en la Architectural Association de Londres y estableció su estudio particular en 1981.
Su trabajo se enfoca principalmente en resolver problemas fundamentales relacionados con el espacio, la proporción, los materiales y la luz. En la actualidad, la obra de Pawson se asocia a la corriente artística del minimalismo.

## Obras y proyectos
- Granero Tilty (Essex, Reino Unido. 1995)
- Tienda Jigsaw (Londres, Reino Unido. 1996)
- Salas Cathay Pacific (Aeropuerto de Hong Kong, Hong Kong. 1998)
- Casa Pawson (Londres, Reino Unido. 1999)
- Casa Walsh (Telluride, Colorado, EEUU. 2001)
- La Rose Amère (Praslin, Seychelles. 2002)
- Casa en Los Ángeles (Los Ángeles, California, EEUU. 2002)
- Casa en Alemania (Alemania. 2003)
- Casa Stegwee (Castel Viscardo, Italia. 2003)
- Monasterio de Novy Dvur (Touzim, República Checa. 2004)
- Apartamentos Lansdowne (Londres, Reino Unido. 2004)
- Casa Tetsuka (Tokio, Japón. 2005)
- Casa Baron (Ystads Kommun, Suecia. 2005)
- Vestíbulo del Hotel Puerta América (Madrid, España. 2005)
- Apartamentos en 50 Gramercy Park North (Nueva York, Nueva York, EEUU. 2005)
- Centro de Poesía Ted Hughes (Mytholmroyd, Reino Unido. 2005)
- Pasarela Sackler en el real Jardín Botánico de Kew (Londres, Reino Unido. 2005)

## Premios
- Blueprint Architect of the Year (2005)
- RSA Royal Designer for Industry (2005)
- Region Skane Award (2006)
- Wallpaper* House of the Year (2006)
- Stephen Lawrence Prize (2008)
- Fondazione Frate Sole International Prize for Sacred Architecture (2008)
- RIBA National Award (2008)
- RIBA Arts & Leisure Regional Award (2008)
- RIBA London Special Award (2008)
- German Design Council Interior Designer of the Year (2014)
- Caballero de la Orden del Imperio Británico (2019)[1]

## Estudios sobre su obra
- John Pawson: la elocuencia del silencio o la belleza esencial, María Antonia Frías, Revisiones 01 (revista de crítica cultural), Pamplona, 2005. ISSN 1699-0048